# 古山浩一
古山浩一（ふるやま こういち、1955年 - ）は、日本の画家、絵本作家、随筆家。
鞄や万年筆の収集家としても知られており、それらに関する著作も発表している。東京都出身。

## 経歴・作風
東京生まれ、筑波大学大学院芸術専攻修了。
1980年代から万年筆を使用して描いた絵画作品を多数発表する。その技法のユニークさもさることながら、作品のもつ幻想的な独自の世界観が高い評価を得て、数多くの賞を受ける。
鞄や万年筆の熱心な収集家で、それらをテーマにした絵画や著作も多数あり、文房具愛好家などからの人気も高い。なかでも日本各地の手作り万年筆の職人を探ねて収集した聞き書きを纏めた著作『4本のヘミングウェイ』は名著として語り継がれている。
現在、制作と並行して上野の森美術館で絵画教室を開き、後進の指導にも当たっている。

## 著作

### 一般流通書籍

#### 絵本
括弧内は共著者
- 『ありありまあまあ』　福音館書店　1996年
- 『その先どうなるの？』月刊たくさんのふしぎ　（仲田紀夫）　福音館書店　1997年
- 『7つ橋のぎもん』月刊たくさんのふしぎ　福音館書店　2000年
- 『かざみどりのフィットチーネ』月刊たくさんのふしぎ　福音館書店　2001年
- 『クリスマスベア』　（C・W・ニコル文、堤江実訳）　アートデイズ　2003年
- 『天才ピカソのひみつ』　福音館書店　2004年　ISBN 9784834005820
- 『雪がとけたら』月刊たくさんのふしぎ　（小林輝子）　福音館書店　2005年

#### 随筆
- 『4本のヘミングウェイ・実録万年筆物語』　グリーンアロー出版社　2000年　ISBN 9784766333015
- 『鞄が欲しい』　えい出版社　2005年　ISBN 9784777904204
- 『万年筆の達人』　えい出版社　2006年　ISBN 9784777905089
- 『万年筆クロニクル』　えい出版社　2007年　ISBN 9784777908134

### 自費出版書籍
- 『ものがたり絵日記』
- 『エントツ君と星の子ウィーウィー』
- 『4本のヘミングウェイ・実録万年筆外伝 その1』
- 『あすかなろ物語絵日記』
- 『紬の街の物語』
- 『喜多方赤煉瓦物語』
- 『まるもにて』　全2巻

## 受賞歴
- 1986年　上野の森美術館大賞展－佳作[4]
- 1991年　日仏現代美術展－大賞
- 1994年　日仏現代美術展－エコールナショナルシュペリオール・デ・ボザール賞第一席

## 関連人物
- すなみまさみち
- C・W・ニコル
- 中谷でべそ